# Hinterreute (Wertach)
Hinterreute ist ein Gemeindeteil der Marktgemeinde Wertach im schwäbischen Landkreis Oberallgäu.

## Geografie
Das Dorf Hinterreute liegt etwa zwei Kilometer westlich von Wertach am Fuße der Reuterwanne auf knapp 1000 m Seehöhe.

## Baudenkmäler
In dem Dorf befindet sich die katholische Kapelle St. Franz Xaver, ein Saalbau aus dem 17. Jahrhundert.